# Ingemar Algulin
Bengt Ingemar Algulin, född 27 januari 1938 i Hedvig Eleonora församling, Stockholm, död 20 december 2023 i Solna distrikt, var en svensk professor i litteraturvetenskap vid Stockholms universitet. Han ägnade framför allt sin forskning åt den nyare litteraturen.
Algulin blev filosofie licentiat 1967 och filosofie doktor 1970 vid Stockholms universitet på en doktorsavhandling om Bertil Malmberg och Hjalmar Gullberg. Han var verksam som forskarassistent vid Stockholms unversitet 1969–1973, som docent 1973–1984, universitetslektor respektive tillförordnad professor 1986–1994. Han utsågs som professor i litteraturvetenskap 1994. Han var verksam som recensent i Dagens Nyheter 1976–1979.
Algulin stod, tillsammans med Bernt Olsson, bakom de två böckerna Litteraturens historia i världen och Litteraturens historia i Sverige. Han var också en av författarna bakom tre av fem volymer i serien Svensk litteratur, en serie utgiven i samarbete med Svenska Vitterhetssamfundet. De tre volymerna är Romantiken (medförfattare Barbro Ståhle Sjönell), Realismen och Efterromantiken (medförfattare Barbro Ståhle Sjönell och Johan Svedjedal) samt Åttiotal och nittiotal (medförfattare Barbro Ståhle Sjönell).

## Priser och utmärkelser
- 1978 – Warburgska priset
- 1986 – Schückska priset